# Mark Tauscher
Pour les articles homonymes, voir Tauscher.
(en) Statistiques sur pro-football-reference
Mark Gerald Tauscher (né le 17 juin 1977 à Marshfield) est un joueur américain de football américain.

## Enfance
Mark joue d'abord à la Auburndale High School d'Auburndale où il joue au football américain et au basket-ball[réf. souhaitée]. Dans ses deux sports, il reçoit des honneurs en étant parmi les meilleurs joueurs de la conférence.

## Carrière

### Universitaire
Il entre en 1995 à l'université du Wisconsin mais commence à faire partie des titulaires en 1998. En 1999, il fait du bon travail dans son rôle de bloqueur, ce qui permet à Ron Dayne de remporter le Trophée Heisman lors de cette saison.

### Professionnelle
Mark Tauscher est sélectionné au septième tour du draft de la NFL de 2000 par les Packers de Green Bay au 224e choix. Lors de sa saison de rookie, il est titulaire après la blessure de Earl Dotson contre les Bills de Buffalo. En 2001, il joue les seize matchs de la saison. Lors du second match de la saison 2002, il est blessé gravement et doit subir une opération chirurgicale. Il rate le reste de la saison. Il revient en 2003 et est titulaire à tous les matchs des Packers entre de 2003 et 2005. En 2006, il joue onze matchs et en 2007, il revient en forme pour jouer l'ensemble des matchs de la saison.
Lors du treizième match de la saison 2008 contre les Texans de Houston, il se blesse une nouvelle fois et rate les trois derniers matchs de la saison. Après cette saison, il est mis sur la liste des joueurs libres (Unrestricted free agent). Alors qu'il est proche d'un accord avec les Chiefs de Kansas City, les Packers le signe pour quatre ans pour renforcer la ligne offensive. Après la saison qui ne le voit jouer que huit matchs, il est une nouvelle fois mis sur la liste des joueurs libres avant de signer une nouvelle fois avec Green Bay le 14 mars 2010.
La saison 2010 commence bien pour Tauscher qui débute les quatre premiers matchs de la saison, mais il se blesse contre les Lions de Detroit et placé sur la liste des blessés, il ne participe pas au succès des Packers au Super Bowl XLV mais le remporte quand même.
Le 29 juillet 2011, il est libéré par Green Bay durant le camp d'entraînement.